# Métro d'Indore
Le métro d'Indore est un réseau métropolitain indien à Indore, dans le Madhya Pradesh. La ligne jaune, qui est sa première ligne, est mise en service le 20 mai 2025.